# Розалинда (спутник)
Существует также астероид под названием (900) Розалинда.
Розалинда (англ. Rosalind) — внутренний спутник планеты Уран. Была открыта 13 января 1986 года по снимкам, сделанным аппаратом «Вояджер-2», и получила временное обозначение S/1986 U 4. Названа по имени персонажа из пьесы Шекспира «Как вам это понравится». Также обозначается как Уран XIII.
Розалинда принадлежит к группе Порции, которая также включает в себя Бианку, Крессиду, Дездемону, Джульетту, Порцию, Купидона, Белинду и Пердиту. У этих спутников схожие орбиты и фотометрические свойства.
За исключением орбиты, радиуса в 36 км и геометрического альбедо 0,08, о Розалинде практически ничего не известно.
На снимках, переданных «Вояджером-2», Розалинда выглядит почти как шар, соотношение её поперечного размера к продольному составляет 0,8—1,0. Поверхность имеет серый цвет.